# Ubisoft Toronto
A Ubisoft Toronto Inc. é uma desenvolvedora de jogos eletrônicos canadense e uma ssofubsidiária da Ubisoft com sede em Toronto, Ontário. O estúdio foi anunciado em 6 de julho de 2009, com o governo de Ontário prometendo US$ 260 milhões à Ubisoft para criar 800 novos empregos na região de Ontário. A localização do estúdio foi confirmada em 4 de dezembro de 2009.
Liderada pela produtora de Assassin's Creed, Jade Raymond, o estúdio desenvolveu Tom Clancy's Splinter Cell: Blacklist, o mais recente lançamento da série Splinter Cell, em conjunto com a Ubisoft Montreal. Em novembro de 2011, foi revelado que o estúdio estaria apoiando o desenvolvimento do novo jogo da série Rainbow Six.
Em julho de 2015, a Ubisoft Toronto anunciou que estava desenvolvendo uma nova propriedade intelectual (IP) AAA. Na conferência de imprensa da Ubisoft na Electronic Entertainment Expo, de junho de 2017, este IP revelou ser Starlink: Battle for Atlas. Lançado em 2018, Starlink foi o primeiro IP original desenvolvido pela Ubisoft Toronto.

## Jogos desenvolvidos
| Ano  | Título                                | Plataforma(s) | Plataforma(s) | Plataforma(s) | Plataforma(s) | Plataforma(s) | Plataforma(s) | Plataforma(s) | Plataforma(s) | Plataforma(s) | Plataforma(s) |
| Ano  | Título                                | PS3           | PS4           | Wii U         | PC            | X360          | XONE          | Switch        | Stadia        | XSX/SS        | PS5           |
| ---- | ------------------------------------- | ------------- | ------------- | ------------- | ------------- | ------------- | ------------- | ------------- | ------------- | ------------- | ------------- |
| 2013 | Tom Clancy's Splinter Cell: Blacklist | Sim           | Não           | Sim           | Sim           | Sim           | Sim           | Não           | Não           | Sim           | Não           |
| 2014 | Assassin's Creed Unity                | Não           | Sim           | Não           | Sim           | Não           | Sim           | Não           | Não           | Sim           | Sim           |
| 2014 | Far Cry 4                             | Sim           | Sim           | Não           | Sim           | Sim           | Sim           | Não           | Não           | Sim           | Sim           |
| 2015 | Tom Clancy's Rainbow Six Siege        | Não           | Sim           | Não           | Sim           | Não           | Sim           | Não           | Não           | Sim           | Sim           |
| 2016 | Far Cry Primal                        | Não           | Sim           | Não           | Sim           | Não           | Sim           | Não           | Não           | Sim           | Sim           |
| 2016 | Watch Dogs 2                          | Não           | Sim           | Não           | Sim           | Não           | Sim           | Não           | Não           | Sim           | Sim           |
| 2017 | For Honor                             | Não           | Sim           | Não           | Sim           | Não           | Sim           | Não           | Não           | Sim           | Sim           |
| 2018 | Far Cry 5                             | Não           | Sim           | Não           | Sim           | Não           | Sim           | Não           | Não           | Sim           | Sim           |
| 2018 | Starlink: Battle for Atlas            | Não           | Sim           | Não           | Sim           | Não           | Sim           | Sim           | Não           | Sim           | Sim           |
| 2020 | Watch Dogs: Legion                    | Não           | Sim           | Não           | Sim           | Não           | Sim           | Não           | Sim           | Sim           | Sim           |
| 2021 | Far Cry 6                             | Não           | Sim           | Não           | Sim           | Não           | Sim           | Não           | Sim           | Sim           | Sim           |